# Psychotria hirsuticalyx
Psychotria hirsuticalyx är en måreväxtart som först beskrevs av Ronald D'Oyley Good, och fick sitt nu gällande namn av Estrela Figueiredo. Psychotria hirsuticalyx ingår i släktet Psychotria och familjen måreväxter. Inga underarter finns listade i Catalogue of Life.